# 揚·奧布拉克
揚·奧布拉克（1993年1月7日—），是一名斯洛文尼亞足球运动员，司职門將，目前效力西甲球队马德里竞技以及斯洛文尼亚国家足球队，并担任斯洛文尼亚国家足球队队长。
他在17歲就與葡萄牙豪門賓菲加簽下合約，及後在2013年之前曾被外借到另外四家葡萄牙俱樂部。他在2013-14賽季返回賓菲加以後，協助俱樂部取得本土三冠王。其後以1,600萬歐元加盟馬德里競技，也成為西甲有史以來最貴門將，直至到2018年被高圖爾斯以3500萬歐元加盟皇家馬德里打破西甲有史以來最貴門將的記錄

## 球會生涯

### 盧布爾雅那奧林匹亞
奧布拉克的職業生涯開始於6歲時，他效力於本地球會NK Ločan。他在十歲就被本国强队盧布爾雅那奧林匹亞邀請加盟球隊。2009年他拒絕意乙球會恩波里開出的合約，前往英超球會富咸試訓，但最終沒有加盟。
他反而與球會延長合約至2011年夏季。
奧布拉克在16歲時已經代表球隊在一隊上陣，他在09-10球季只缺席3場比賽，最終憑着出色的表現令球隊以第四名完成球季賽事。

### 賓菲加
2010年6月14日，奧布拉克加盟葡超班霸賓菲加，但加盟球隊的首季便被外借至另一球會比拉馬。他在10-11球季被外借至歐漢尼斯，該季歐漢尼斯以第十名完成賽事。
在11-12的球季，奧布拉克再被外借至葡超另一球會雷利亞。 他在2012年1月15日首次在葡超上陣，協助雷利亞作客以2:2逼平國民隊。
2013年7月，奧布拉克沒有出席球隊的季前賽訓練，他很大機會不能獲得賓菲加的新合約。 但在接下來的一個月，他與球會簽署了一份續約合同到2018年夏季，合約描述的情况是「誤會」。
在13-14球季的中段，因為正選守門員艾達·莫拉伊斯犯了一些錯誤，導致教練Jorge Jesus決定派遣奧布拉克擔任正選，而奧布拉克能在比賽中保持零封對手的表現。特別是在主場2:0戰勝波爾圖的比賽。以及在2013-14淘汰賽四強次回合作客0:0迫平意甲豪門尤文圖斯。令球隊以總比分2:1晉級2014年歐洲聯賽決賽。 奧布拉克的出色表現令他在2014年7月6日獲得該季「葡超最佳守門員」的殊榮。他在13場比賽中只丟3球。

### 馬德里競技

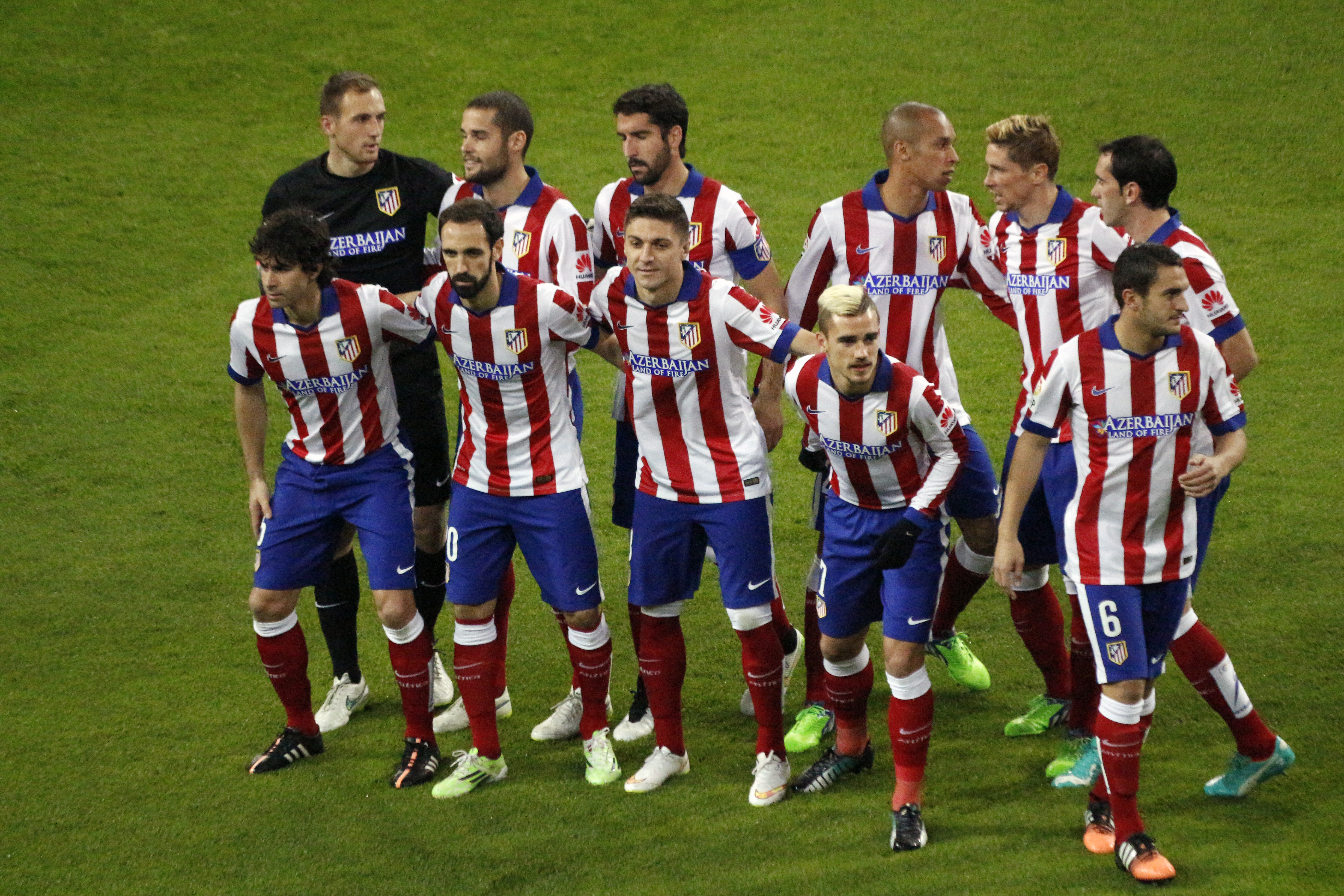
奧布拉克 (穿黑衣者)在2015年1月對陣皇家馬德里的國王盃賽前與馬競其他球員合照

2014年7月16日，奧布拉克以1600萬歐元轉會費加盟西甲新貴馬德里競技，同時也成為西甲史上最昂貴的門將。 奧布拉克與床單軍團簽訂六年合約，並穿上因租借歸還而返回切爾西的的13號球衣。在2014年7月22日，根據他在加盟後的訪問，他說：「我的到來並不是取代任何人，我是以一個新球員的形式來到床單軍團。我在這裡要成為世界上最好的守門員。我會用盡一切去捍衛球隊的名譽以及在接下來的球季替馬德里競技取得佳績。我會以我的雙手去幫助球隊。」
奧布拉克目前為俱樂部的替補球員，在2014年西班牙超級盃首回合對陣皇家馬德里 的比賽中，為米基爾·安祖·莫亞的替補。 他在同年9月16日馬競首場歐冠小組賽作客2:3不敵奧林匹亞科斯的比賽中首次正選上陣。 他在同年12月3日首回合作客3:0大勝洛斯皮塔萊特的國王盃比賽中首次不失球完成比賽。 在2015年3月17日馬競對陣勒沃库森的歐冠十六強次回合賽事中，他在上半場23分鐘入替因傷退場的莫亞，以及保持不失球令俱樂部在法定時間90分鐘主場以1:0取得勝利。在最後的互射十二碼階段，他撲出了藥廠球員哈坎·恰爾汗奧盧在首輪的射門。他在2015年3月21日對陣赫塔菲的賽事中作出首次的西甲聯賽出場紀錄，並同時保持不失球紀錄。
2020-2021赛季，奥布拉克获得了西甲最佳球员，他曾随马德里竞技队获得西甲冠军。他在38场比赛中成功保持了18个净胜球，此外，该赛季的扑救率达到80%。2024-25賽季，奥布拉克作為球隊副隊長並披上1號球衣。

## 國際賽生涯
2009年8月，奧比歷第一次被斯洛文尼亞U21徵召。取代因傷不能上陣的（Jan Koprivec）。他在當年9月9日正式為U21上陣，對手為法國U21。2012年9月11日，奧比歷正式為斯洛文尼亞國家隊上陣，比賽為2014年世界盃外圍賽，對手為挪威。奧比歷首发出场。球隊作客以1:2不敵對手。
但是在2024德国欧洲杯为奥布拉克在资格赛的最佳成绩，虽然第一轮输给了上届首次打进欧洲锦标赛决赛圈的芬兰，但是第二轮大幅表现以及证明自己，先力压了1992年的冠军丹麦，以及4比2大胜北爱尔兰，4比0大胜欧洲鱼腩球队圣马力诺，在最后11月20日2比1险胜了哈萨克斯坦，相隔24年再次入围欧洲杯，也是个人首次入围一届盛大体育赛事。

## 俱樂部數據
最後更新：2016年2月14日
| 俱樂部             | 賽季     | 聯賽     | 聯賽 | 聯賽 | 盃賽 | 盃賽 | 洲際 | 洲際 | 總計 | 總計 |
| 俱樂部             | 賽季     | 組別     | 上場 | 進球 | 上場 | 進球 | 上場 | 進球 | 上場 | 進球 |
| ------------------ | -------- | -------- | ---- | ---- | ---- | ---- | ---- | ---- | ---- | ---- |
| 盧布爾雅那奧林匹亞 | 2008–09  | 2. SNL   | 1    | 0    | 0    | 0    | —    | —    | 1    | 0    |
| 盧布爾雅那奧林匹亞 | 2009–10  | 1. SNL   | 33   | 0    | 0    | 0    | —    | —    | 33   | 0    |
| 盧布爾雅那奧林匹亞 | 總計     | 總計     | 34   | 0    | 0    | 0    | —    | —    | 34   | 0    |
| 比拉馬 (租借)      | 2010–11  | 葡超     | 0    | 0    | 1    | 0    | —    | —    | 1    | 0    |
| 歐漢尼斯 (租借)    | 2010–11  | 葡超     | 0    | 0    | 0    | 0    | —    | —    | 0    | 0    |
| 雷利亞 (租借)      | 2011–12  | 葡超     | 16   | 0    | 0    | 0    | —    | —    | 16   | 0    |
| 里奧艾維 (租借)    | 2012–13  | 葡超     | 28   | 0    | 3    | 0    | —    | —    | 31   | 0    |
| 賓菲加             | 2013–14  | 葡超     | 16   | 0    | 5    | 0    | 4    | 0    | 25   | 0    |
| 馬德里競技         | 2014–15  | 西甲     | 11   | 0    | 6    | 0    | 4    | 0    | 21   | 0    |
| 馬德里競技         | 2015–16  | 西甲     | 24   | 0    | 0    | 0    | 6    | 0    | 30   | 0    |
| 馬德里競技         | 總計     | 總計     | 35   | 0    | 6    | 0    | 10   | 0    | 51   | 0    |
| 生涯總計           | 生涯總計 | 生涯總計 | 129  | 0    | 15   | 0    | 14   | 0    | 158  | 0    |

1. ↑  在歐足聯歐洲聯賽上場
2. 1 2  在歐洲冠軍聯賽上場

## 個人生活
奧布拉克的姊姊，Teja（生於1990年），是一名職業籃球員並效力CCC Polkowice以及現役斯洛文尼亞女子國家籃球隊成員。 雖然他與Brane Oblak有著相同的姓氏，但他與原南斯拉夫足球隊是毫不相關的。

## 榮譽

### 球會
盧布爾雅那奧林匹亞
- 斯洛文尼亞足球乙級聯賽冠軍 : 2008–09

本菲卡
- 葡萄牙超級聯賽冠軍 : 2013–14
- 葡萄牙聯賽盃冠軍 : 2013–14
- 葡萄牙盃冠軍 : 2013–14

 馬德里體育會
- 西甲冠軍 : 2020–21[28]
- 西班牙超級盃冠軍 : 2014
- 歐足協歐洲聯賽冠軍 : 2017–18
- 歐洲超級盃冠軍 : 2018
- 歐洲聯賽冠軍盃亞軍 : 2015–16

### 個人
- 葡萄牙足球超級聯賽13-14球季最佳守門員
- 薩莫拉獎: 2015–16賽季西班牙足球甲級聯賽,[29] 2016–17賽季西班牙足球甲級聯賽,[30] 2017–18賽季西班牙足球甲級聯賽,[31] 2018–19賽季西班牙足球甲級聯賽[32]
- 西班牙足球甲級聯賽: 2015–16賽季西班牙足球甲級聯賽,[33] 2016–17賽季西班牙足球甲級聯賽[34]
- 歐洲冠軍聯賽最佳陣容: 2015–16年歐洲冠軍聯賽, 2016–17年歐洲冠軍聯賽,[35] 2019–20年歐洲冠軍聯賽[36]
- 西班牙足球甲級聯賽獎（英语：La Liga Awards）: 2015–16賽季西班牙足球甲級聯賽, 2016–17賽季西班牙足球甲級聯賽, 2017–18賽季西班牙足球甲級聯賽, 2018–19賽季西班牙足球甲級聯賽[37]
- 歐洲足球協會聯盟 (英語：La Liga Team of The Season): 2015–16, 2016–17, 2017–18, 2018–19[38][39][40][41]
- 國際職業足球員協會 5th team: 2017[42]
- FIFA FIFPro World11 nominee: 2019 (5th goalkeeper),[43] 2020 (3rd goalkeeper)[44]
- 歐聯盃賽季最佳陣容: 2017–18年歐霸盃[45]
- 斯洛文尼亞年度足球先生（英语：Slovenian Footballer of the Year）: 2015, 2016, 2017, 2018, 2020[46][47]
- 2020年國際足協最佳足球獎:國際足協年度最佳門將(3rd place)

## 外部連結
- PrvaLiga profile （页面存档备份，存于）（斯洛文尼亚文）
- Stats and profile at Zerozero Stats and profile at Zerozero
- Stats at ForaDeJogo  （页面存档备份，存于）
- Jan Oblak  Archive.today的存檔，存档日期2013-07-31at National-Football-Teams.com
- Soccerway資料庫：揚·奧布拉克